# Alluminio 7075
Alluminio 7075, nome commerciale Ergal, è una lega di alluminio e zinco impiegata principalmente in campo aeronautico, in particolare nelle parti strutturali.
Si caratterizza per essere la lega d'alluminio più leggera e, dal punto di vista meccanico, più resistente agli urti, agli sforzi, al peso e alla torsione. È anche la lega d'alluminio meno soggetta a "termodilatazione" e quindi più idonea ad utilizzo in ambienti esterni dato che meglio sopporta cambiamenti di temperatura (caldo e freddo).
Dall'Ergal (Alluminio 7075) ad uso esclusivamente aerospaziale (e nelle armi da fuoco), è derivata l'Ergal ad uso commerciale (Alluminio 7005) più economico e meno raffinato di quello aeronautico.

## Storia
La prima lega 7075 fu sviluppata dalla giapponese Sumitomo Metal nel 1936. La lega 7075 fu usata per la struttura del Mitsubishi A6M Zero della Imperial Japanese Navy Air Service prima della seconda guerra mondiale.

## Campi d'applicazione
Nata esclusivamente come lega da utilizzarsi in campo aeronautico (la lega di Ergal "aeronautico" è impiegata per la realizzazione di componenti di aerei, razzi e componentistica aerospaziale), grazie alle sue caratteristiche tecniche, è stata successivamente impiegata per molteplici applicazioni.
Recentemente l'Ergal "commerciale" (la lega ad uso commerciale è meno "raffinata" di quella ad uso aerospaziale ed è denominata con la sigla 7005) viene utilizzato anche per la costruzione di telai di biciclette: in questo campo la lega 7005 risulta più raffinata delle vecchie leghe serie 6000 (tipo 6061, 6063) il cui nome commerciale è "Anticorodal" (per approfondimenti vedere la voce Leghe di alluminio), dato che risulta essere più leggera e più resistente agli sforzi e più adatta sia per l'uso stradale (perché più leggera) e sia per "off-road, freeride, all-mountain, downhill e MTB" (in quanto meccanicamente più resistente). Inoltre viene utilizzata anche per la componentistica di moto da cross, la quale disciplina richiede sempre maggior attenzione per lo sviluppo tecnologico dei materiali impiegati.
L'unico svantaggio dell'Ergal rispetto alle leghe serie 6000 è il costo di lavorazione, produzione e di acquisto, dato che è nettamente superiore (circa il triplo) rispetto all'Anticorodal.
L'Ergal viene utilizzato anche per bulloneria, cavetteria e accessori utilizzati nelle auto e moto da competizione.
L'Ergal è impiegato anche nella componentistica dei motori marini entrobordo e fuoribordo.
Questa lega d'alluminio viene in genere utilizzata quando sono necessarie particolari caratteristiche di robustezza meccanica e leggerezza (es. componenti di paracadute).

## Proprietà base
La lega 7075A ha densità di 2,810 g/cm³ (0,1015 lb/in³).

## Proprietà meccaniche
Le proprietà meccaniche dipendono molto dallo stato di trattamento termico.

### 7075-O
La lega 7075 (7075-O temper) ha massimo carico di rottura di 276 MPa, e massimo carico snervamento di 145 MPa. Il materiale ha una elongazione massima del 9–10%.

### 7075-T6
La lega 7075-T6 ha un carico di rottura massimo di 510–572 MPa e di snervamento di 434–503 MPa. Allungamento del 5–11%.

### 7075-T651
La lega 7075-T651 ha un carico di rottura massimo di 462–538 MPa e di snervamento di 372–462 MPa. Allungamento 3–9%.

### Nomi commerciali
Il 7075 è venduto sotto vari nomi commerciali Zicral, Ergal e Fortal Constructal.
Alcune leghe serie 7000 sono vendute per stampi con nomi commerciali: Alumec 79, Alumec 89, Contal, Certal, Alumould, Hokotol.